# Inglewood Jam
Inglewood Jam: Bird and Chet Live at the Trade Winds, 16 June 1952 – album koncertowy, rejestracja występów amerykańskich muzyków jazzowych: saksofonisty Charlie Parkera i trębacza Cheta Bakera oraz towarzyszących im muzyków.

## O płycie, jej powstawaniu i wydaniach
W maju 1952, podczas jednej z tras koncertowych po zachodnim wybrzeżu Stanów Zjednoczonych (zwanym West Coast), Charlie Parker zaangażowany został na krótko do "Tiffany Club" w Los Angeles. W tym samym czasie w Hollywood, Los Angeles i Inglewood występowali (i nagrywali) w różnych składach tacy muzycy jak Harry Babasin, Sonny Criss, Al Haig i Chet Baker, który miał wtedy 22 lata (a wkrótce potem znalazł się w składzie kwartetu Gerry'ego Mulligana). Od marca do września 1952 w polinezyjskiej restauracji-klubie "Trade Winds" w Inglewood powstawały m.in. nagrania zespołów: Chet Baker All Stars, Al Haig Octet czy Sonny Criss Quartet. 16 czerwca 1952 grali tam All Stars Harry'ego Babasina z gościnnie występującym Charliem Parkerem. Zarejestrowane wtedy utwory ukazały się później na płycie Inglewood Jam.
W latach 70. monofoniczny LP został wydany przez hiszpańską firmę Fresh Sound Records, specjalizującą się w publikacjach rzadkich sesji (często bez względu na jakość zarejestrowanego dźwięku, czasem tzw. bootlegów). Pełny tytuł płyty brzmiał: Inglewood Jam Live at the Trade Winds, 16 June 1952 Bird and Chet featuring: Sonny Criss, Al Haig, Harry Babasin, Laurance Marable. Płyta z tymi nagraniami ukazała się również jako On The Coast (wymeniana czasem jako Charlie Parker All Stars On The Coast) wydana przez Jazz Showcase (LP 5007). W Japonii nagrania te ukazały się w latach 70. jako LP Harry Babasin Inglewood Jam 6-16-52 (Jazz Chronicles JCS 102) oraz jako LP Inglewood Jam Charlie Parker/Sonny Criss/Chet Baker wydany przez Jazz Chronicles/Century (JP-20EL 6004). Zarówno na tej ostatniej płycie, jak i na innych jej wydaniach (również na CD) kolejność nagrań, czas trwania, zapis tytułów a nawet skład zespołu różnią się od podawanej przez Fresh Sound. 
16 listopada 2004 nakładem Fresh Sound Records ukazała się remasteryzowana reedycja na CD (FRS-CD 17). CD wydała także firma JazzDoor (JD 1209).
Informacja, że album został w 1952 wydany przez firmę Verve nie musi być zgodna z prawdą (wydawane na początku lat 50. płyty nie zawierały ponad 40 minut nagrań, a w przypadku Inglewood Jam jeden tylko utwór – "Squirrel" – trwa ok. 15 minut).

## Muzycy
- Charlie Parker – saksofon altowy
- Chet Baker – trąbka
- Sonny Criss – saksofon altowy
- Al Haig – fortepian
- Harry Babasin – kontrabas
- Lawrence Marable – perkusja

## Lista utworów
| 1. | "The Squirrel" (Tadd Dameron)                             | 14:40 |
|    |                                                           |       |
| 2. | "They Didn’t Believe Me" (Gene De Paul, Don Raye)         | 6:11  |
|    |                                                           |       |
| 3. | "Indiana" (Jack Hanley, Ballard McDonald, Charlie Parker) | 11:03 |
|    |                                                           |       |
| 4. | "Liza" (George Gershwin)                                  | 9:52  |
|    |                                                           |       |
|    |                                                           | 41:46 |
|    |                                                           |       |

## Muzycy
- Charlie Parker – saksofon altowy
- Chet Baker – trąbka
- Sonny Criss – saksofon altowy
- Al Haig – fortepian (1, 2, 4)
- Russ Freeman – fortepian (3)
- Harry Babasin – kontrabas
- Lawrence Marable – perkusja (1-3)
- nieustalony perkusista – (4)

## Lista utworów
| 1. | "The Squirrel"                              |  |
|    |                                             |  |
| 2. | "Liza"                                      |  |
|    |                                             |  |
| 3. | "Indiana / Donna Lee"                       |  |
|    |                                             |  |
| 4. | "Irresistible You (They Didn't Believe Me)" |  |
|    |                                             |  |